# Христинопільський Апостол
Христинопільський Апостол (лат. Apostolus Christinopolitanus) — це середньовічний пергаментний кодекс ХІІ століття. Видатна пам'ятка давньої української мови, літератури та культури.

Христинопільський Апостол. Київська частина (фрагмент), аркуш 8 зворот

Це найдавніший із виявлених перекладів повного послідовного Апостола, що зберігся в церковнослов'янській літературній традиції. Манускрипт виготовлений на теренах середньовічної України (Русь). Христинопільський Апостол зберігався у XVIII-XIX ст. в м. Христинопіль, нині м. Шептицький. Він складається з Діянь апостолів, Соборних послань та Послання апостола Павла. Рукопис датується XII століттям, переписаний на пергаменті каліграфічним раннім уставом. Загальний обсяг — 303 аркушів (606 сторінок), з них 8 аркушів зберігаються в Національній бібліотеці України ім. В. Вернадського у Києві, 4 аркуші — у Національному музеї у Кракові, а основна частина рукопису — у Львівському історичному музеї з 1948 року.
Особливості побутування і функціонування позначилися на стані збереженості Апостола: частина аркушів втрачена, деякі розірвані, а також зшиті у неправильному порядку. 
Львівська частина відреставрована протягом жовтня 2007 — березня 2008 на кошти США. Завдяки виділеному гранту (30 тис. доларів США), фахівцям вдалося зробити кілька паперових копій Апостола (факсиміле), а також електронну.

## Видання

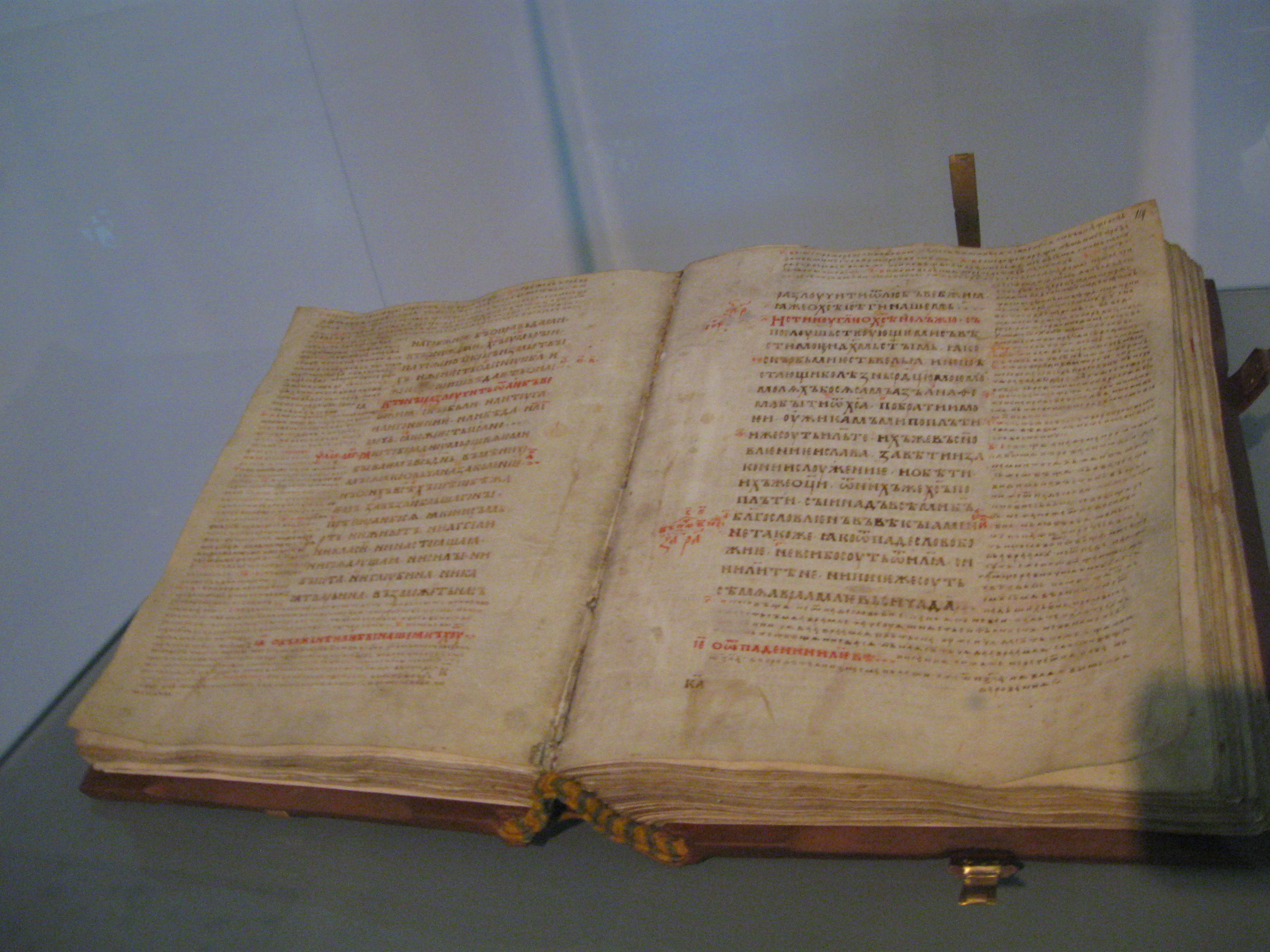
Христинопільський Апостол на виставці «Велике і Величне». Київ, 2013 рік

Христинопільський Апостол. Краківська частина (фрагмент), аркуш 6

У 1896 році львівську частину Христинопільського Апостола опублікував О. Калужняцький, київську в 1910 році — С. Маслов, краківську в 2022 році — С. Волощенко. Мовні особливості рукопису досліджував видатний український вчений О. Колесса.

## Консерваційно-реставраційні роботи

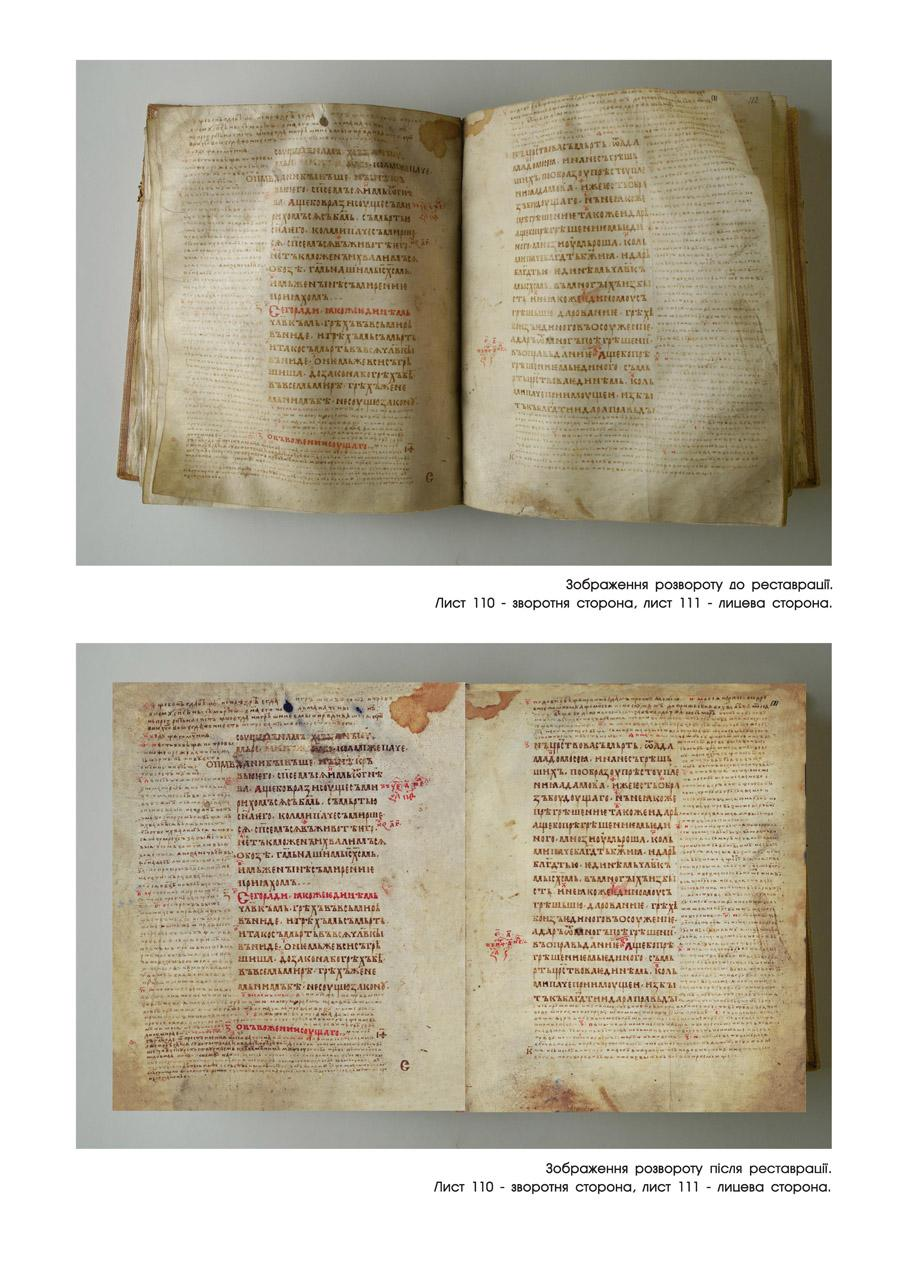
Фрагмент з Кристинопольського Апостола до і після реставрації

Базувались на висновках провідних спеціалістів України (науково-реставраційного відділу Національного музею історії України, Національного науково-дослідного центру України, реставраторів Львівського історичного музею) щодо стану збереження пергаменту. Після розшивання манускрипту здійснено очищування аркушів від поверхневих забруднень, вирівнювання їх у зволожуваній камері та пресування під відповідним тиском. Усі втрати матеріальної основи оригіналу доповнено спеціально підібраним пергаментом, який за фактурою, кольором і товщиною точно повторює оригінал. При реставрації не застосовувалися хімічні розчини, які могли б зашкодити структурі пергаменту.

## Створення електронної копії пам'ятки
До проведення реставраційно-консерваційних робіт було зафіксовано первинний вигляд Апостола. Ця робота ускладнювалася тим, що пергаментні аркуші у первісному стані були покручені й зшиті. Окремо здійснювалась фотофіксація найбільш уражених сторінок.
Опісля реставрації створено електронні копії 582 сторінок манускрипту (формат файлів — .tiff; роздільна здатність — 600 dpi; глибина кольору — 48 bit).

## Створення паперової версії
Паперову версію Христинопільського Апостола було виконано на основі електронних файлів відреставрованих сторінок. Фактично підготовлено факсимільну копію пам'ятки.
Підготовлено одну із версій електронної копії пам'ятки, де текст рукопису розшифрований і поділений на слова — що значно полегшує науковцям його вивчення. Підготовлена паперова версія цієї роботи. Здійснено переклад частини основного тексту Христинопільського Апостола (одне з послань Павла) сучасною українською мовою.

## Факсиміле Христинопільського Апостола 2023 року
2-го липня 2020 року Станіслав Волощенко під час наукового стажування в Бібліотеці князів Чарторийських Національного музею у Кракові віднайшов 4 аркуші Христинопільского Апостола, які були досі невідомими . Завдяки цьому відкриттю, протягом 2020 - 2023 років видавництво "Горобець" працювало над виданням факсиміле усіх трьох частин Христинопільського Апостола відомих на сьогодні. Наприкінці 2023 року в межах проєкту видавництва "Повертаємо в Україну культурну спадщину" було видано факсиміле рукопису зі вступною статтею Олександра Охріменка та кодикологічним дослідженням Станіслава Волощенка.
Факсиміле уже презентовано в Києві та Стамбулі. Вперше, для громадськости, копію кодексу представлено в Софійському соборі Національного заповідника «Софія Київська» 8 лютого 2024. У цьому ж місяці, 28 лютого 2024, книгу презентовано Його Всесвятости Вселенському Патріархові Вартоломею у Його резиденції. Патріархові подаровано 50 примірників видання. 29 лютого 2024, в Українському товаристві взаємодопомоги в Стамбулі відбулася презентація Христинопільського Апостола для місцевої української громади у межах девʼятого засідання Лекторію-робітні імени Володимира Перетца (заснований Українським товариством взаємодопомоги у 2023). 1 березня 2024 видання Христинопільського Апостола було презентовано у Стамбульському Університеті для наукової та студентської спільнот під час Міжнародного наукового семінару «Книжкова культура середньовічної України та важливість факсиміле» за участи вчених з України і Туреччини.
26 березня 2024 відбулася презентація факсимільного видання Христинопільського Апостола на міждисциплінарному науковому семінарі програми Українського Католицького Університету "Київське християнство", Центру релігійної культури імені Ігоря Скочиляса, кафедри історії та кафедри літургійних наук Філософсько-богословського факультету.
Однією з найважливіших презентацій факсиміле було його представлення у Кракові. Адже саме тут зберігаються нововідкриті чотири аркуші кодексу, які сприяли цьому повному виданню рукопису. 15 травня 2024 у читальному залі Бібліотеки князів Чарторийських Національного музею в Кракові Станіслав Волощенко і Олександр Охріменко представили видання манускрипту для академічної спільноти.
25 травня 2024 факсиміле презентовано у Провінційному домі Отців Василіян у Варшаві. У цьому монастирі зберігається  частина книжкової колекції Христинопільського монастиря, у якому до 1888 містився й Христинопільський Апостол. У 1928-1929 кодекс перебував у Варшавському королівському замку після вимушеного переміщення до Ростова-на-Дону у 1915. Саме з Варшави у березі 1929 манускрипт (львівська основна частина) повернувся до Львова, де зберігається й до нині. 
Напередодні Дня Незалежності України, 20 серпня 2024 року, в бібліотеці Оссолінеуму (Вроцлав, Польща) відбулась презентація факсиміле. Модерувала зустріч доктор Ольга Ткачук, куратор відділу стародруків Національного інституту імені Оссолінських. Видання представив архімандрит Вселенського престолу, настоятель українськомовної громади Константинополя, доктор Мефодій (Станіслав) Волощенко.  Під час зустрічі академічну спільноту Вроцлава представила д-р Сильвія Войтович-Маршал, доцентка кафедри українських студій Інституту слов'янської філології Вроцлавського університету, яка розповіла про важливість та роль видавничого проекту особливо під час російського вторгнення в Україну. Кульмінацією зустрічі стала урочиста передача видання до фондів Національної бібліотеки Оссолінеум. Книгу було передано заступнику директора, доктору Дороті Сидорович-Мулак.
В історичному Христинополі, де манускрипт зберігався до 1888 року, 24 листопада 2024 відбулася презентація факсиміле. У Палаці Потоцьких, за участи науковців проєкту, видавців, Отців Василіян і громади міста обговорено проблематику української середньовічної культурної спадщини на прикладі Христинопільського Апостола. 
Протягом 2024 року факсимільне видання Апостола презентувалося у Національній бібліотеці України імені В.І. Вернадського, Львівській національній науковій бібліотеці імені Василя Стефаника, у музеях і бібліотеках Луцька, Рівного, Дубна, Пересопниці.